# Dinosaur!
Dinosaur! var ett TV-program om dinosaurier som visades i USA på 1980-talet. 
Programmet Dinosaur! skildrar forskare och paleontologer (bland dem Jack Horner) som berättar om hur det var när dinosaurierna härskade på jorden. Berättarrösten gjordes av Christopher Reeve. I programmet finns det klipp som visar dinosaurierna, skapade med Stop motion-animering av Phil Tippet. Idén till programmet härleds från en kortfilm av Phil Tippet, kallad Prehistoric Beast (skildrar Tyrannosaurus rex som slåss i en mörk skog med Monoclonius). Han blev tillfrågad om han kunde skapa animationer till ett helt program. 

## Dinosaurier skildrade i Dinosaur!
- Hadrosaurid
- Deinonychus
- Gorgosaurus (skelett visat i bakgrunden)
- Monoclonius (skall inte misstas för Centrosaurus)
- Sauropoder
- Struthiomimus
- Styracosaurus (skelett visat i bakgrunden)
- Tyrannosaurus rex